# Astragalus iljinii
Astragalus iljinii är en ärtväxtart som beskrevs av Rza Jakhja Ogly Rzazade. Astragalus iljinii ingår i släktet vedlar, och familjen ärtväxter. Inga underarter finns listade i Catalogue of Life.